# Andrieșeni
Andrieșeni je rumunská obec v župě Jasy. Žije zde přibližně 3 300 obyvatel. Obec se skládá ze sedmi částí.

## Části obce
- Andrieșeni – 1 409 obyvatel
- Buhăeni – 390 obyvatel
- Drăgănești – 127 obyvatel
- Fântânele – 283 obyvatel
- Glăvănești – 568 obyvatel
- Iepureni – 74 obyvatel
- Spineni – 455 obyvatel